# Slemsrud
Slemsrud (eller Vangsås) är en tätort i Hamars kommun i Innlandet fylke i sydöstra Norge. Orten ligger där fylkesväg 227 möter fylkesväg 1798, nordöst om staden Hamar. Här finns Øvre Vangs kyrka.
Tidigare har orten tillhört dåvarande Vangs kommun.

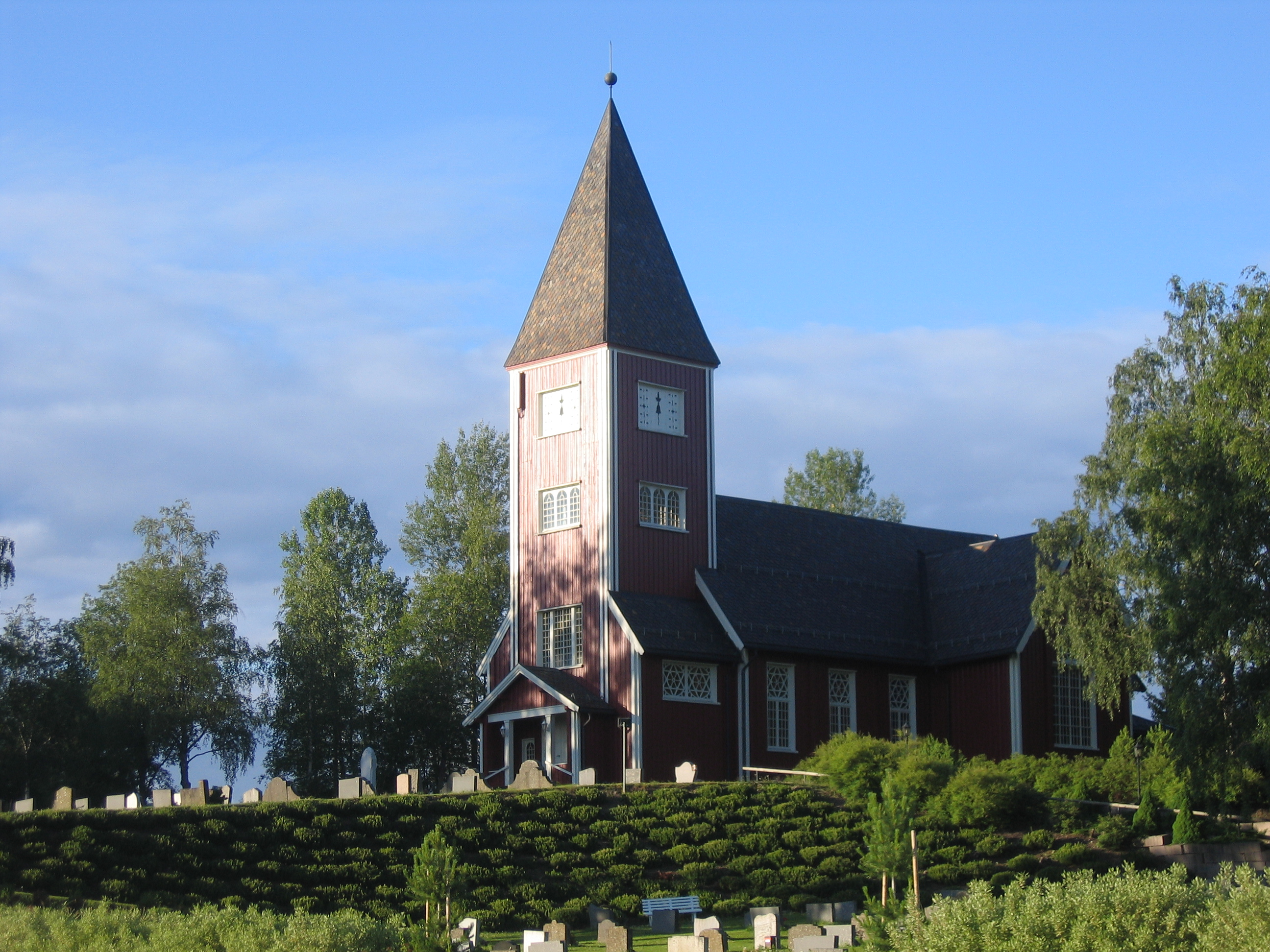
Øvre Vangs kyrka.